# Markus Quentin
Markus Quentin (* 31. Oktober 1997 in Osnabrück) ist ein deutscher Nachwuchsschauspieler.

## Leben
Quentin spielte im Alter von 12 Jahren seine erste Rolle in dem 2009 entstandenen Film Eine Frage des Vertrauens. 2013 spielte Quentin eine Hauptrolle in der SWR-Produktion Komasaufen. Im selben Jahr verkörperte er in dem Dokumentarspiel Helmut Schmidt – Lebensfragen den ehemaligen Bundeskanzler als 14-Jährigen.
Er lebt mit seiner Familie in Hamburg.

## Filmografie
- 2009: Eine Frage des Vertrauens
- 2010: Die Pfefferkörner – Auf und davon
- 2010: Bis nichts mehr bleibt
- 2011: Harriets Traum
- 2012: Die Pfefferkörner – Das Spinnennetz
- 2013: Wer liebt, lässt los
- 2013: Zum Geburtstag
- 2013: Komasaufen
- 2013: Helmut Schmidt – Lebensfragen
- 2016: Dr. Klein (2 Folgen: Tom Kaiser)
- 2017: SOKO Köln – Abikriege
- 2018: Neben der Spur – Sag, es tut dir leid